# De kantieke schoolmeester
De kantieke schoolmeester. Halfjaarlijks tijdschrift voor de Boonstudie (1991-1996) was een tijdschrift voor de studie van leven en werk van de Vlaamse schrijver Louis Paul Boon.

## Geschiedenis
Het Louis Paul Boongenootschap gaf een Jaarboek (1983-1987/88) en een tijdschrift Tijdingen (1984-1990) uit. In mei 1991 verscheen een 0-nummer van De kantieke schoolmeester waarin de eerdere publicaties van het genootschap opgingen. Het werd uitgegeven door het Documentatiecentrum voor de Wetenschappelijke Studie van het Werk van Louis Paul Boon van de Universiteit Antwerpen en het Louis Paul Boon Genootschap. Het verscheen tweemaal per jaar en, naast het 0-nummer, negen keer, het negende nummer in december 1996.
Het was vernoemd naar een personage uit de roman De Kapellekensbaan.